# 8 Andromedae
8 Andromedae este o stea din constelația Andromeda.